# Dolmen du Camp de Seris
Le dolmen du Camp de Seris est un dolmen situé à Reynès, dans le département français des Pyrénées-Orientales.

## Description
Le dolmen a été signalé en 1958. Il est à l'état de ruines. L'architecture d'origine du monument n'est pas reconnaissable car il ne comporte plus que deux orthostates (en schiste) : l'une encore dressée au nord (0,90 m de long sur 0,35 m de haut et 0,30 m d'épaisseur), la seconde couchée au sol, à 1,80 m de distance côté sud (0,95 m de long sur 0,65 m de large et 0,30 m d'épaisseur). Le côté est de la chambre et le côté ouest du tumulus (vaguement circulaire, 3 à 4 m de diamètre) comportent des murettes en pierres sèches de construction récente.
Un sondage dans la chambre a révélé l'existence d'une couche cendreuse très remaniée contenant des fragments de céramique moderne.

## Folklore
Selon Jean Abélanet, la tradition locale associe le monument à la tombe d'un général qui aurait été tué dans les environs à l'époque révolutionnaire (1793-1795).